# Laâyoune-Sakia El Hamra
Laâyoune-Sakia El Hamra (arabisk: العيون - الساقية الحمراء, l'yūn assāqiya lḥamra; berbisk: ⵍⵄⵢⵓⵏ ⵜⴰⵔⴳⴰ ⵜⴰⵣⴳⴳⵯⴰⵖⵜ, l'yūn targa tazggwaġt) er en af de tolv regioner i Marokko. Det er hovedsageligt beliggende i det omstridte territorium i Vestsahara: den vestlige del af regionen administreres af Marokko og den østlige del af den Saharawiske Arabiske Demokratiske Republik. Regionen, som Marokko hævder, dækker et område på 140,02 km² og havde ved den marokkanske folketælling i 2014 en befolkning på 367.758 mennesker. Regionens hovedstad er Laâyoune. 

## Geografi
Laâyoune-Sakia El Hamra grænser mod nord op til regionen Guelmim-Oued Noun og i syd til Dakhla-Oued Ed-Dahab. Den grænser mod øst til Mauretaniens Tiris Zemmour-region, og mod vest ligger Atlanterhavet. Byerne Tarfaya, El Marsa og Boujdour ligger ved Atlanterhavskysten, og De Kanariske Øer ude i havet. Den regionale hovedstad Laâyoune er beliggende i nærheden af El Marsa, og regionens næststørste by Smara ligger i nærheden af dets geografiske centrum. Marokkos barriere i Vest-Sahara løber gennem regionen, og området mod øst er under kontrol af den saharawiske arabiske demokratiske republik.

## Historie
Laâyoune-Sakia El Hamra blev dannet i september 2015 ved at knytte Es-Semara-provinsen, tidligere en del af Guelmim-Es Semara-regionen, til den tidligere region Laâyoune-Boujdour-Sakia El Hamra.

## Regering
Den første præsident for det regionale råd, Hamdi Ould Errachid, blev valgt den 14. september 2015. Han er medlem af Istiqlal-partiet og var tidligere leder af det tidligere Laâyoune-Boujdour-Sakia El Hamra-region .  Hans onkel med samme navn er borgmester i Laayoune. Yahdih Bouchab blev udnævnt til guvernør (wali) i regionen den 13. oktober 2015.

## Inddeling
Laâyoune-Sakia El Hamra består af fire provinser: 
- Boujdour (provins)
- Es-Semara (provins)
- Laâyoune (provins)
- Tarfaya (provins)